# Apiotarsus
Apiotarsus is een geslacht van rechtvleugeligen uit de familie krekels (Gryllidae). De wetenschappelijke naam van dit geslacht is voor het eerst geldig gepubliceerd in 1877 door Saussure.

## Soorten
Het geslacht Apiotarsus omvat de volgende soorten:
- Apiotarsus gryllacroides Saussure, 1877
- Apiotarsus philippinensis Chopard, 1931